# Schizoprymnus coniculus
Schizoprymnus coniculus är en stekelart som beskrevs av Papp 1999. Schizoprymnus coniculus ingår i släktet Schizoprymnus och familjen bracksteklar. Inga underarter finns listade i Catalogue of Life.